# 1,3-Butadieno
1,3-Butadieno é um simples dieno conjugado. É um importante produto químico industrial usado como um monômero na produção de borracha sintética. 
Observação: Quando a palavra butadieno é usada, na maioria das vezes refere-se ao isômero 1,3-butadieno.  
O nome butadieno pode também se referir ao isômero 1,2-butadieno, o qual é um dieno "cumulado". Entretanto, este aleno é difícil de preparar e não tem significância industrial.